# Aeropuerto Internacional de Corpus Christi
El Aeropuerto Internacional de Corpus Christi (en inglés, Corpus Christi International Airport) (IATA: CRP, OACI: KCRP, FAA LID: CRP) está a 9.7 km (5.2 millas náuticas; 6 millas  al oeste de Corpus Christi, en el Condado de Nueces, Texas. Se inauguró en 1960, reemplazando al aeropuerto de Cliff Maus en 27.767°N 97.44°W, donde ahora se encuentra el Centro de Golf Lozano.
La terminal principal Hayden Wilson tiene seis puertas y 15 300 m² (165 000 pies cuadrados), diseñada por Gensler, se inauguró el 3 de noviembre de 2002 con el tema "Cuando el sol se encuentra con el mar".
El Aeropuerto Internacional de Corpus Christi ha tratado de atraer servicios aéreos de México. En 1974, Texas International Airlines volaba Douglas DC-9-10 entre Corpus Christi y Ciudad de México vía McAllen, TX, y con DC-9 dos veces por semana a Tampico y Veracruz vía McAllen en 1975. En 1967, los Douglas DC-6 de Mexicana de Aviación volaban directamente a la Ciudad de México vía Monterrey tres días a la semana.
Con la llegada de Chautauqua Airlines que operaba vuelos de United Express con aviones regionales Canadair CRJ200 a través de un acuerdo de código compartido con United Airlines (con Chautauqua operando varios vuelos de United Express al aeropuerto en ese momento), la aerolínea estableció una base de tripulación con aproximadamente 75 pilotos y asistentes de vuelo en Corpus Christi. Sin embargo, Chautauqua cerró esta base de tripulación en noviembre de 2008 y la aerolínea dejó de operar vuelos de United Express desde Corpus Christi. En mayo de 2016, todos los vuelos de United Express en Corpus Christi eran operados por Mesa Airlines con aviones regionales Embraer ERJ-175 o por ExpressJet Airlines con aviones regionales Embraer ERJ-145.
La ruta sin escalas Aeropuerto Dallas Love-Corpus Christi operada por Southwest Airlines comenzó el 10 de agosto de 2019, con un vuelo diario de ida y vuelta entre las ciudades cada sábado. Southwest voló la ruta sin escalas por última vez en 1986, hasta 2024, cuando el vuelo se restableció estacionalmente del 8 de junio de 2024 al 3 de agosto de 2024.
El Aeropuerto Internacional de Corpus Christi está incluido en el Plan Nacional de Sistemas Aeroportuarios Integrados de la Administración Federal de Aviación (FAA) para 2023-2027, en el que se clasifica como una instalación de servicio comercial primario no central.

## Instalaciones
El Aeropuerto Internacional de Corpus Christi cubre 994 ha (2457 acres) a una altitud de 13 m (44 pies). Tiene dos pistas de asfalto: 13/31 mide 2289 por 46 m (7510 por 150 pies) y 18/36 mide 1853 por 46 m (6080 por 150 pies).
En 2017, el aeropuerto contaba con 97,012 operaciones de aeronaves, un promedio de 266 por día: 66% militares, 18% aviación general, 8% taxi aéreo y 8% aerolínea comercial. En abril de 2020, había 65 aviones con base en este aeropuerto: 28 monomotores, 24 multimotores, 9 jets, 3 helicópteros y 1 planeador.

## Aerolíneas y destinos

### Pasajeros
| Aerolíneas         | Destinos                 |
| ------------------ | ------------------------ |
| American Eagle     | Dallas/Fort Worth        |
| Southwest Airlines | Houston–Hobby            |
| United Express     | Houston-Intercontinental |

### Carga
| Aerolíneas  | Destinos                    |
| ----------- | --------------------------- |
| Ameriflight | Midland/Odessa, San Antonio |

### Destinos nacionales
Se brinda servicio a 3 ciudades dentro del país a cargo de 3 aerolíneas.
| Dallas (DFW)  |   | • |   |   | 1 |
| Houston (IAH) |   |   | • |   | 1 |
| Houston (HOU) | • |   |   |   | 1 |
| Total         | 1 | 1 | 1 | 0 | 3 |